# Marcel Gasde

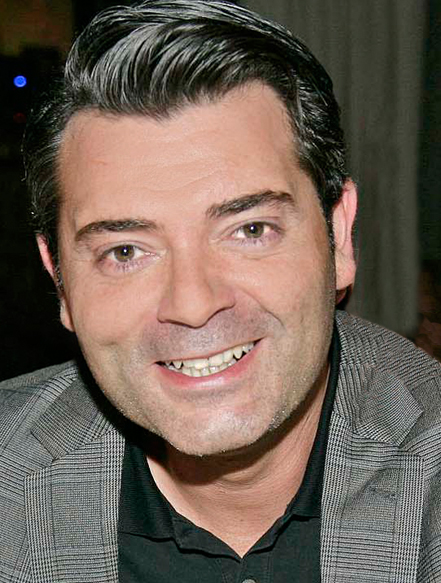
Marcel Gasde (2011)

Marcel Gasde (* 15. November 1969 in Fürth) ist ein fränkischer Komiker, Moderator und Theaterdirektor.

## Lebenslauf
Gasde lernte als Jugendlicher im Fürther CVJM Volker Heißmann kennen, mit dem er schnell gemeinsame Sketche spielte. Nach der mittleren Reife absolvierte er eine Lehre als grafischer Zeichner sowie eine Ausbildung als Werbekaufmann. Nach dem Zivildienst traf er Anfang der neunziger Jahre seinen Freund Heißmann wieder, der inzwischen mit Martin Rassau die Kleine Komödie in Nürnberg gegründet hatte.
1998 eröffnete er zusammen mit Heißmann, Rassau und Michael Urban die Comödie Fürth im historischen Berolzheimerianum, wo er auch als einer der vier Direktoren firmiert.
Seit 1997 arbeitete er auch für den lokalen TV-Sender Franken Fernsehen, zunächst als Straßenreporter, später als Moderator der Comedy-Sendung „Bläid Night“.
Ende 2012/Anfang 2013 brachte Gasde sein erstes eigenes Programm unter dem Titel „Bläid Night – die Show“ auf die Bühne. Danach war er als Butler in der Boulevardkomödie „Der keusche Lebemann“ sowie als Ganove in „Jetzt nicht, Liebling“ zu sehen. Eine tragende Rolle hat er seit 2015 im Musical Ein Käfig voller Narren, das die Comödie in einer fränkischen Version bereits mehrfach aufgeführt hat.
Gemeinsam mit Andreas Hock betreibt er seit 2021 den Podcast „Die Stadtgrenzler“.